# Mia Records
La MIA Records, acronimo di Movimento Internazionale Artistico, è una casa discografica italiana, con sede a Roma.

## Storia
L'etichetta MIA Records fu costituita nel 1976, ma i suoi fondatori operavano nel settore già da diversi anni (soprattutto nelle correnti folk e musica popolare). Provenienti da esperienze presso la RCA, avevano avuto modo di organizzare spettacoli fra i quali La tre giorni della musica leggera (edizioni 1964, 1966 e 1968) o Giovani talenti alla ribalta a Rendinara e a Toronto; nel 1970, poi, fecero partecipare Lucio Battisti allo spettacolo Il semaforo d'oro di Poggio Bustone. Altri spettacoli organizzati e prodotti dalla casa discografica romana furono Il "Cantamare (dal 1976 al 1978), Il Pescacantanti (dal 1977 al 1985) e Il Cantafavole (dal 1978 al 1985).
Nel 1977, alla casa discografica si affiancarono le Edizioni Musicali GIARA, una società che, negli anni, si è specializzata nella pubblicazione di colonne sonore per il cinema e per il teatro e di spartiti.
Tra gli artisti pubblicati dalla MIA Records: Gino Latilla, Giorgio Consolini, Luciana Turina, Nancy Cuomo, Pio Trebbi, i Santo California, Robertino, Fiammetta, Jimmy Paganelli (Jimmy Malaga), Riz Samaritano, I Pescatori del vento, I teppisti dei sogni. Hanno pubblicato per la casa discografica anche: Mauro Levrini, Carlo Cori con Patrizia Fanfani, Gustavo Pozzi, Tony Amoroso e altri interpreti legati in modo particolare alla musica popolare regionale. La casa discografica ha prodotto anche per diversi interpreti stranieri che hanno inciso brani anche in lingua italiana come Peter Ciani, Cris Barbieri, Patrick Everly, Daniel Fabrice.
Dal 1983, accanto alle pubblicazioni di musica leggera e popolare, la MIA Records si è dedicata al jazz italiano, pruomovendo, tra gli altri: Robin Kenyatta, Jann Carr, il quintetto Algemona Group, il pianista Nino De Rose, il Trio Orselli-Apuzzo-Lalla, il trombettista Peppe Cuccaro.
In seguito, la casa discografica si è costituita in associazione culturale MIA Records, supporto tecnico e organizzativo dell'etichetta con cui organizza il Festival della Melodia Italiana, tenutosi in Italia al Teatro Ariston di Sanremo, in Germania al Teatro Wueters e in Francia al Teatro Gallifet. La MIA Records produce anche la collana Millennium Music, dedicata a musicisti emergenti. Altra produzione dell'etichetta è la musica per complessi bandistici.

## I dischi pubblicati (elenco parziale)

### Album (33 giri e CD)
| Numero di catalogo | Anno | Interprete                        | Titoli                                 |
| ------------------ | ---- | --------------------------------- | -------------------------------------- |
| M-1400             | 1977 | Maria Pepe                        | Girofolk d'Italia                      |
| CM 1523            | 1977 | Teppisti dei Sogni                | Tu, amore mio                          |
| MR-2660            | 1978 | Tony Amoroso                      | T'ho incontrata a Napoli               |
| MR-2662            | 1978 | Peter Ciani                       | I grandi successi di Peter Ciani       |
| MR-2680            | 1978 | Enzo Samaritani                   | Pe' Carmosina di Casaluce              |
| PM-1531            | 1978 | Tina Ciarcià                      | E viva la Sicilia                      |
| PM 1550            | 1979 | Teppisti dei Sogni                | Sei tu l'amore                         |
| PM-1570            | 1980 | Spray                             | Raccolta Colonne Sonore Film           |
| PM-1578            | 1980 | Peter Ciani                       | Volare... laggiù al mio Paese          |
| MR-1580            | 1980 | Nancy Cuomo                       | Prendimi                               |
| MR-1581            | 1980 | AA. VV.                           | Cantando ballando                      |
| CM 1582            | 1980 | Teppisti dei Sogni                | La mia solitudine                      |
| PM-1612            | 1980 | Teppisti dei Sogni                | La mia storia vera                     |
| MR-2991            | 1980 | Santo California                  | Il meglio dei Santo California         |
| MR-3690            | 1981 | Philippe Sarde                    | Le Choix des Armes                     |
| MR-4603            | 1981 | AA. VV.                           | Le Canzoni del Luna-Park               |
| MR-6610            | 1981 | Gustavo Pozzi                     | Il Menestrello                         |
| MR-9701            | 1982 | AA. VV.                           | Festival della Melodia Italiana        |
| CM 1622            | 1982 | Teppisti dei Sogni                | Una rosa per te                        |
| PM-1640            | 1982 | Nino De Rose                      | Scene familiari                        |
| PM-1651            | 1982 | Algemona Group con Robyn Kenyatta | Kayvalia                               |
| PM-1652            | 1982 | Algemona Group con Ian Carr       | Quartetto                              |
| PM-1787            | 1983 | Algemona Group                    | Quintetto                              |
| MR-1804            | 1984 | Orselli Apuzzo Lalla Trio         | Jazz '80                               |
| MRC-204            | 1988 | Tiziana Colusso                   | Le avventure di Gismondo (Doppia MC)   |
| MR-046             | 2000 | AA. VV.                           | I Kyrie Eleison (CD)                   |
| MR-048             | 2000 | AA. VV.                           | Roma Capolinea del 2000 (CD)           |
| MR-049             | 2000 | AA. VV.                           | Souvenir del Pellegrino (CD)           |
| MRB-N02            | 2002 | AA. VV.                           | Buon Natale (CD)                       |
| CDMR-3             | 2004 | Vihò e le loro Capanne            | Vihò e le loro Capanne (CD)            |
| CRZ-02             | 2005 | Massimo Carrano                   | Solemani (CD)                          |
| CRZ-03             | 2006 | Riz Samaritano                    | A modo mio (CD)                        |
| J-0904             | 2006 | Green Rose                        | First Journey (CD)                     |
| MM-1007            | 2006 | Carlo Ambrosio                    | Fantasie per chitarra (CD)             |
| MM-0704            | 2007 | Capolinea                         | Vietato Parlare (CD)                   |
| CDN-001            | 2007 | Teppisti dei Sogni                | Fare l'amore - Compilation (Doppio CD) |
| MM-J07             | 2007 | Modern Jets                       | Roma chiama New York (CD)              |
| J-1007             | 2007 | Urban Soul                        | Uno (CD)                               |

### 45 giri
| Numero di catalogo | Anno | Interprete                                     | Titoli                                                |
| ------------------ | ---- | ---------------------------------------------- | ----------------------------------------------------- |
| M-1012             | 1976 | Guido Renzi                                    | Amica mia / La sera                                   |
| M-1300             | 1976 | Chris Barbieri                                 | Night walker / Dream on                               |
| M-1100             | 1976 | I Pescatori del Vento                          | Un momento d'amore / Perché si vive                   |
| M-1200             | 1976 | Nicola Di Carlo                                | A Vennegna / Palazz Fabbrichet                        |
| M-1201             | 1976 | Nicola Di Carlo                                | Mastrantonio / Maria Nicola                           |
| M-1117             | 1977 | I Pescatori del Vento                          | Fare l'amore / Gelsomino                              |
| M-1118             | 1977 | I Pescatori del Vento                          | Ritorna amore / Monique                               |
| M-1240             | 1977 | Mimmo di Cerignola                             | Sciamaninne a divertì / La cozza nera                 |
| M-1241             | 1977 | Mimmo di Cerignola                             | Malafemmena / La frisciaiola                          |
| M-1500             | 1977 | Cettina Bassi                                  | Come una farfalla / Buonanotte papà                   |
| M-1511             | 1977 | Pino Cantone                                   | Vita Boiaccia / E mo te pare                          |
| M-1512             | 1977 | Pino Cantone                                   | E mo te pare / L'amore pija e dà                      |
| M-1513             | 1977 | Luciana Turina                                 | Water Closet / Arancione                              |
| M-1516             | 1977 | Teppisti dei Sogni                             | Salverò il mio amore / Incontro                       |
| M-1517             | 1977 | Teppisti dei Sogni                             | Piccolo fiore dove vai / Amore, amore                 |
| M-1522             | 1977 | Teppisti dei Sogni                             | Tu amore mio / Il canto degli uccelli                 |
| M-1526             | 1978 | Cettina Bassi                                  | Caro Charlot / Ciao mamma                             |
| M-1527             | 1978 | Teppisti dei Sogni                             | Quando tornerò / Tutto solo                           |
| M-1528             | 1978 | Peter Ciani                                    | Piccolissima serenata / Vent'anni                     |
| M-1530             | 1978 | Ars Nova                                       | Due corpi in armonia / Moquette                       |
| M-1532             | 1978 | G.S. Love Music                                | Aurora / Eletctric kiss                               |
| M-1533             | 1978 | G.S. Love Music                                | Tu sei un fiore / Ti cercherò                         |
| M-1534             | 1978 | Peter Ciani                                    | Marina / Volare                                       |
| M 1535             | 1978 | Peter Ciani                                    | Canto all'italiana / Chitarra romana                  |
| M-1536             | 1978 | Teppisti dei Sogni                             | Bimba dagli occhi verdi / Io e te                     |
| M-1537             | 1978 | Tony Amoroso                                   | Mi basta solo lei / Ti voglio tanto bene              |
| M-1538             | 1978 | Peter Ciani                                    | Tu ed io / Rosalie                                    |
| M-1539             | 1978 | Peter Ciani                                    | Io e te...Angelo Bianco / Valzer d'amore              |
| M-1540             | 1978 | Peter Ciani                                    | La sposa dei sogni miei / Per un pocuito del tuo amor |
| M-1541             | 1978 | Tony Amoroso                                   | Si chiama Maria / Bimba mia                           |
| M-1542             | 1979 | Teppisti dei Sogni                             | La foglia / Non mi ami più                            |
| M-1544             | 1979 | Teppisti dei Sogni                             | Quando tornerò / Tutto solo                           |
| M-1546             | 1979 | I Pescatori del Vento                          | Dolce peccato / Nella pineta                          |
| M-1547             | 1979 | Nancy Cuomo                                    | Prendimi / L'uomo sui trampoli                        |
| M-1548             | 1979 | Nancy Cuomo                                    | Questo vecchio pazzo mondo / Una notte tra noi due    |
| M-1549             | 1979 | Carlo Cori e Patrizia Fanfani                  | Vola vola vola / Sogno astrale                        |
| M-1551             | 1979 | Teppisti dei Sogni                             | Sei tu l'amore / La pioggia d'autunno                 |
| M-1553             | 1979 | Biondo & Bruno                                 | Dolce tu / E ti amo                                   |
| M-1555             | 1979 | Livy Gioy                                      | Un patto grande / Vento caldo                         |
| M-1560             | 1980 | Cettina Bassi                                  | Addio primo amore / Non sono più bambina              |
| M-1562             | 1980 | Spray                                          | Guerrieri della notte / Polpette                      |
| M-1564             | 1980 | Carlo Cori e Patrizia Fanfani                  | Ti regalerei le stelle / Noi due                      |
| M-1567             | 1980 | Teppisti dei Sogni                             | Gelsomino / Solo nella notte                          |
| M-1576             | 1980 | Michele Del Vecchio                            | Pero dimenticare / Se fossi un'altra                  |
| M-1581             | 1980 | Fiammetta                                      | Sulla strada / Azzurre stelle                         |
| M-1583             | 1980 | Ezio Miani                                     | In che segno sei / Dove vai                           |
| M-1586             | 1980 | Teppisti dei Sogni                             | La mia solitudine / Ti porterei lontano               |
| M-1587             | 1980 | Teppisti dei Sogni                             | Poesia di Dicembre / Solo nella notte                 |
| M-1587             | 1980 | Biondo & Bruno                                 | E Poi... E Poi / Lunapark                             |
| M-1588             | 1980 | Teppisti dei Sogni                             | Il tuo sogno d'amore / Domani partirò                 |
| M-1590             | 1980 | Teppisti dei Sogni                             | La mia tenerezza, tu / Lettera d'amore                |
| M-1591             | 1980 | Teppisti dei Sogni                             | Eri tutto / Sapore di pioggia                         |
| M-1592             | 1980 | Teppisti dei Sogni                             | In quella casa / La ragazza di paese                  |
| M-1593             | 1980 | Teppisti dei Sogni                             | Simona, tu / Che week-end                             |
| M-1594             | 1980 | Teppisti dei Sogni                             | Andare lontano / Luna fortuna                         |
| M-1596             | 1980 | I Pescatori del Vento (con Michela Tamburrino) | Perché si vive / Pick on me                           |
| M-1598             | 1980 | Nancy Cuomo                                    | Mi manca sempre più / Quando tornerò                  |
| M-1599             | 1981 | Nancy Cuomo                                    | Tu sei qui / Come ti chiami                           |
| M-1600             | 1981 | L'Ora di Punta                                 | Averti mia / Momenti di poesia                        |
| M-1601             | 1981 | Fiammetta                                      | Fantasia / Amare                                      |
| M-1650             | 1981 | Pio Trebbi e "I Ragazzi del Clan"              | Volubile / Due ali blu                                |
| M-1659             | 1981 | Tina e il Pittore                              | Un gatto innamorato / La gatta verde                  |
| M-1664             | 1982 | Fiammetta                                      | È più sabato che mai / Che week-end                   |
| M-1669             | 1982 | Federico                                       | Dirottamento / Canzone d'amore                        |
| M-1671             | 1982 | Federico                                       | Inno della Roma / Sei la più                          |
| M-1685             | 1982 | Giovanni Maura                                 | Cocacin / Marco Polo                                  |
| M-1865             | 1984 | Peppe Cuccaro                                  | Quando avevo te / Preludio                            |
| M-1866             | 1984 | Peppe Cuccaro                                  | Samantha / Star Travel                                |